# Anigrus toparcha
Anigrus toparcha är en insektsart som beskrevs av Ronald Gordon Fennah 1958. Anigrus toparcha ingår i släktet Anigrus och familjen Meenoplidae. Inga underarter finns listade i Catalogue of Life.